# فرانك راميريز
فرانك راميريز (بالإسبانية: Frank Ramírez)‏ هو ممثل كولومبي، ولد في 12 فبراير 1939 في كولومبيا، وتوفي في 19 فبراير 2015 ببوغوتا في كولومبيا.

## وصلات خارجية
- فرانك راميريز على موقع IMDb (الإنجليزية)
- فرانك راميريز على موقع ألو سيني (الفرنسية)
- فرانك راميريز على موقع أول موفي (الإنجليزية)
- فرانك راميريز على موقع قاعدة بيانات الأفلام السويدية (السويدية)
- فرانك راميريز على موقع قاعدة بيانات الفيلم (الإنجليزية)
- فرانك راميريز على موقع كينوبويسك (الروسية)